# Cristian Fernándes
Cristian Fernandes (Venezuela; 10 de abril de 1990) es un futbolista colombiano nacido en Venezuela y de ascendencia portuguesa. Juega de delantero.

## Clubes
| Club              | País           | Año         |
| ----------------- | -------------- | ----------- |
| Uniautónoma F. C. | Colombia       | 2013 - 2014 |
| Once Caldas       | Colombia       | 2015 - 2016 |
| La Equidad        | Colombia       | 2016        |
| Real Cartagena    | Colombia       | 2017        |
| Monagas SC        | Venezuela      | 2017        |
| ACD Lara          | Venezuela      | 2018        |
| Irvine Zeta FC    | Estados Unidos | 2023 - Act. |

### Resumen estadístico
| País / División   | Partidos | Goles | Promedio |
| ----------------- | -------- | ----- | -------- |
| Uniautónoma F. C. | 60       | 10    | 0,16     |
| Once Caldas S.A.  | 13       | 0     | 0,00     |
| Total             | 73       | 10    | 0,15     |